# انچیتا، ریو دو ژانیرو
انچیتا، ریو دو ژانیرو (به پرتغالی: Anchieta, Rio de Janeiro) یک منطقهٔ مسکونی در برزیل است که در ایالت ریو د ژانیرو واقع شده‌است.